# Khirbat al-Wa'ra al-Sawda'
Khirbat al-Wa'ra al-Sawda’ (خربة الوعرة السوداء) était un village palestinien dans le sous-district de Tibériade. En 1945, sa population était de 1870 personnes. Cette population a été expulsée pendant la première guerre israélo-arabe, le 18 avril 1948. Il se situait à 7,5 km au nord-est de Tibériade. Certains habitants ont fui vers la Syrie, les autres en Galilée centrale.

## Géographie

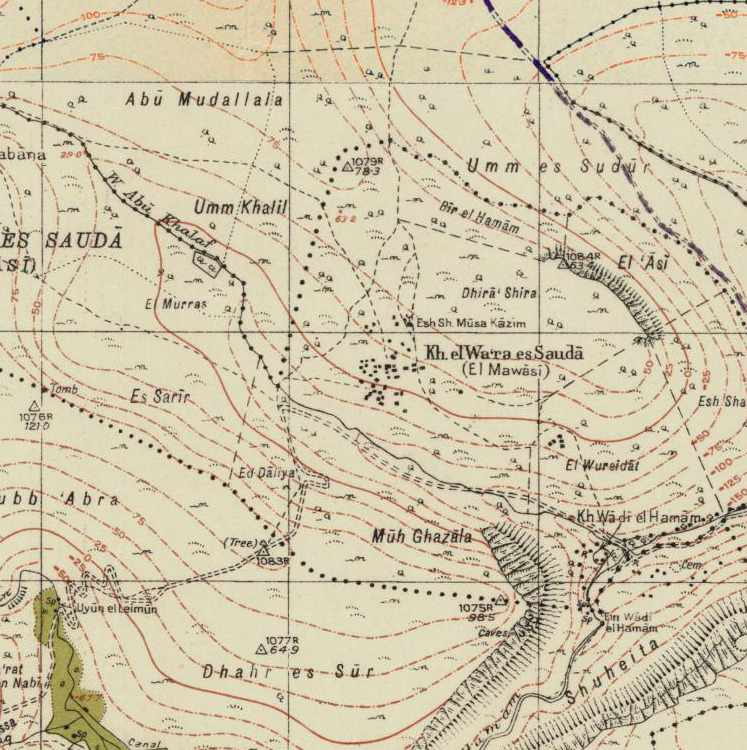
Carte historique des années 1940, centrée sur Khirbat al-Wa'ra al-Sawda’.

Khirbat al-Wa'ra al-Sawda' était classé comme hameau par le Palestine Index Gazetteer. Situé sur un petit plateau de roche volcanique, il était relié à Hittin par une petite route ; une route secondaire le reliait aussi à la route principale sur les rives du lac, menant à Tibériade. Il dominait Hamaam et le lac de Tibériade,.
Il était situé à une altitude de 25 m (au-dessus du niveau de la mer), soit 237 m au-dessus du lac de Tibériade.

## Histoire
En 1931, le village avait une population de 1031 personnes, passée à 1870 en 1945 et 2169 en 1948.

### Mandat britannique
Pendant la période du mandat britannique en Palestine, les maisons étaient construites en pierre et regroupées de manière irrégulière. Certains habitants vivaient dans des tentes de Bédouins. La plupart des habitants, tous musulmans, appartenaient à la tribue des al-Mawasi, les autes à celle des al-Wuhayb.
Deux mausolées abritaient deux cheikhs, Umar al-Qadhim et Musa al-Qadhim, au nord du village. Les habitants y pratiquaient des rites sur le second mausolée. Quelques sites archéologiques se trouvent à proximité.
La surface totale des terres était de 7036 dunums dans les statistiques de 1945. La plupart des habitants étaient agriculteurs, produisant principalement des olives et des céréales, ces dernières occupant 29% des terres cultivées.
| Destination    | Dunums |
| -------------- | ------ |
| Céréales       | 2,027  |
| Constructions  | 10     |
| Cultivable     | 2,027  |
| Non-cultivable | 4,999  |

| Type de propriété | Dunums |
| ----------------- | ------ |
| Arabe             | 7,036  |
| Juive             | 0      |
| Publique          | 0      |
| Total             | 7,036  |

### Guerre de 1948 et suites
Pendant longtemps, les détails du destin du village ont été ignorés.
Selon l’historien palestinien Walid Khalidi, il n’y a aucun récit publié de la prise de Khirbat al-Wa'ra al-Sawda' par l’armée israélienne durant la guerre de 1948. Il suggère qu’il est possible que le village ait été occupé après la chute de Tibériade le 18 avril, quand la Haganah a attaqué quelques villages voisins peu après. Une autre possibilité est que les Israéliens s’en soient emparés au cours de l’opération Dekel. Un récit oral des habitants du village était la seule source sur un massacre commis à Arab al-Mawasi, fin octobre ou début novembre 1948. Le récit rapporte que les troupes juives ont choisi 15 hommes de Khirbat al-Wa'ra al-Sawda' qui ont été menés vers le village voisin d’Eilabun et abattus, sauf un, qui a fui vers la Syrie avec la plupart des Arab al-Mawasi. Les habitants restants ont été réinstallés en Galilée centrale où ils ont rejoints d’autres tribus bédouines. Au début des années 2000, des archives déclassifiées ont permis de savoir que la compagnie C du 103e bataillon israélien a mené, le 2 novembre 1948, une opération de vengeance contre le hameau. Celui-ci avait été attaqué, avait résisté avec succès causant quelques morts dans les rangs israéliens. Une nouvelle attaque, réussie, aboutit à la sélection par les soldats israéliens de 15 habitants du village qui sont abattus ; les autres sont faits prisonniers de guerre et envoyés dans les camps de concentration israéliens. Le village est incendié. L’historien Ilan Pappé classe cette opération dans les opérations "coups d’éponge", qui visent à nettoyer (expulser les Palestiniens hors d’Israël) certains villages qui avaient été épargnés au cours des opérations de nettoyage ethnique en 1948. Selon lui, le hameau a résisté à plusieurs attaques lors de l’opération Hiram ; après l’une d’elles, les cadavres israéliens ont été décapités. Les Israéliens ont attendu la fin des opérations principales pour opérer leur vengeance.
En 1998, les descendants des Palestiniens expulsés de Khirbat al-Wa'ra al-Sawda' sont 13 321.
Aucune ville juive n’a été construite sur les terres du  village, mais Arbel a été construite à 2 km au sud-est en 1949, sur les terres d’Hittin, et Ravid a été construite à 3 km à l’ouest du site du village. Khalidi écrit qu’« aucune trace des maisons ne subsiste. Seules les terrasses en pierre sèche indiquent la présence d’un ancien village. Le site et les terres sont utilisés comme pâturages, quelques parcelles étant cultivées par les Israéliens. ».